# ジャック・カゾット

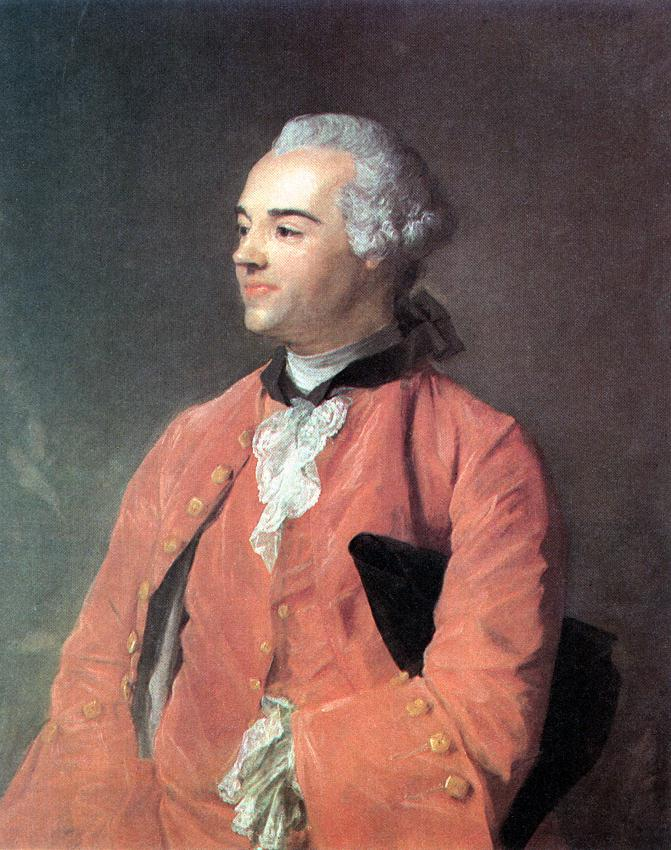
ジャン＝バティスト・ペロノーによるカゾットの肖像画。

ジャック・カゾット（Jacques Cazotte, 1719年10月17日 - 1792年9月25日）は、フランスの作家・神秘思想家。フランス・ロマン派の先駆者とされる。「第三身分」出身だが、フランス革命には反対の立場を取った。

## 生涯
ディジョンで生まれ、イエズス会系の学校で教育を受けた。大学では法律を学び、27歳の時に海務局の監察官としてマルティニーク島に配属された。ここでイギリス軍の攻撃を撃退しながら、この土地の有力者の娘エリザベート・ロアニャンと結婚し、その財産である農場でも働いた。1759年、体調を崩した事を機に職を辞してフランスへ帰国し、相続したピエリー村（現在のシャンパーニュ地方のエペルネ近郊）の所有地に住んだ。マルティニーク島の財産を売却した金をイエズス会の銀行に預金していたが、これを引き出すことが出来ずに後に訴訟を起こすことになり、イエズス会とは決裂するがキリスト教の信仰を捨てることは無く、敬虔なカトリック信者であり続けた。またこれと時を同じくして神秘主義に傾倒し始める。海軍省時代にもいくつかの作品を発表しているが、著作が本格的に為されるのは1760年以降である。なお生活の拠点は自分の地所でありパリへは時折訪れる程度であった。カゾットは所有地で産するワインの販売に力を入れ、1790年には村長に選ばれた。
彼が初めて挑戦した空想小説や戯れ歌は宮廷と人々の間で好評を博し、より意欲的な作品に取り組む自信を与えられた。続いて彼は小説『エデッセ侯爵、オリヴィエの無比なる武勇』(Les Prouesses inimitables d'Ollivier, marquis d'Edesse)を発表した。
彼は1742年に発表された『千と一の無駄話-立ったまま眠るための小話集』(Les Mille et une fadaises, Contes a dormir debout)のような東洋的な幻想物語も多く手がけており、韻文と散文を取り混ぜた『オリヴィエ』（Ollivier 2巻・1762年）と題された12編の詩により最初の成功をおさめた。それに続き1771年には『にわか貴族』(Lord Impromptu)が執筆された。
しかし彼のもっとも著名な作品は、1772年著作の主人公が悪魔を召喚する幻想的な物語『悪魔の恋』(Le Diable amoureux)である。その物語は美しい設定と緻密な技巧がこらされているところに価値が認められている。
カゾットは卓越したその腕前でヴォルテールの『ジュネーヴの内戦』 (Guerre civile de Genève)の第7歌を一夜にして脱稿したと言われている。
1775年頃、カゾットは彼自身が予言の能力を持っていることを宣してイルミナティの見識を受け入れた。このことはジャン＝フランソワ・ド・ラ・アルプが代筆した有名な『警句』においてカゾットがフランス革命に関する最も詳細な予言を残したことによっても裏付けられている。
フランス革命が起こった当初はカゾットも国王と第三身分が手を取り合う事を期待してこれを支持していたが、革命が暴力を伴って行なわれる様を見て次第に憤慨するようになった。そして革命の方針が王権の廃止や教会や修道院の財産没収へ傾いていくにつれて敬虔なカトリックであった彼は、革命家（特にオルレアン公フィリップ・エガリテ）を憎悪するようになり、反革命的な意志を露わにしていった。ヴァレンヌ事件が起こったとき、カゾットはこれを「革命分子の陰謀」と捉えヴァレンヌからパリへ向かう帰路エペルネに立ち寄ったルイ16世の下に自分の息子セヴォルを「護衛」として派遣した（この功績によりセヴォルは近衛兵に取り立てられた）。
1792年8月18日、カゾットは反革命的な内容の手紙を数通発見されたことにより逮捕された。彼は娘エリザベートの弁護により九月虐殺を免れ一度釈放されるが、ほどなく再逮捕され断頭台の露と消えた。
死後の1817年にバスティアンの編集による全集が刊行され、書簡、裁判記録、予言、神秘的幻視の記録、伝承などが収録された。これに基づきネルヴァルの著した『幻視者』によりカゾットの人物像が知られるようになった。

## 人物
- 熱心な王党派で、革命勃発後も君主制主義者であることを隠そうとしなかった。
- マルチネス・ド・パスカリが主催する エリュ・コーエン（Élus Coëns「選ばれた祭司」）というフリーメイソンの流れを汲む秘密結社に入会したが、3年ほどで脱会し、反革命の立場を取るようになってからは反マルチニスト運動を行なうようになった。
- 霊能力者で、黙示的幻視による予言をたびたび行った。

## 予言
カゾットは1788年1月、著名人が集まった晩餐会でフランス革命に関する予言を行った。
彼は自由と哲学と理性の支配する革命の到来を予言するとともに同席した人物たちが迎える恐るべき最期についても言及した。カゾットは6年以内にすべてが実現すること、また自分自身も処刑は免れ得ないことをも予言していた。
カゾットの予言を受けた人物は下記の通り。
- グラモン公爵夫人ベアトリクス・ド・ショワズール（斬首）
- ジャン＝シルヴァン・バイイ（斬首）
- コンドルセ侯爵ジャン＝アントワーヌ＝ニコラ・ド・カリター（服毒自殺）
- セバスティアン＝ロシュ＝ニコラ・シャンフォール（自殺を図るが死にきれず数ヶ月苦しんで死ぬ）
- フェリックス・ヴィック・ダジール（自殺）
- ジャン＝フランソワ・ド・ラ・アルプ（革命を生き延び、カトリックに改宗する）

## 主な著作
- 猫の足(La Patte Du Chat, 1741年)
- 千と一の無駄話(Les Mille et une fadaises, 1742年)
- オペラ戦争(La Guerre de l'Opéra, 1753年)
- ジャン＝ジャック・ルソーの手紙に関する考察(Observations sur la lettre de Jean-Jacques Rousseau, 1753年)
- にわか貴族(Lord impromptu, 1767年)
- 悪魔の恋(Le Diable amoureux, 1772年)--邦題は『恋する悪魔』とされる場合もある
- 啓示(Prophetie de Cazotte,1788年)
- 1791年聖ヨハネの日の前の土曜日から日曜日にかけての夜の私の夢

## 参考サイト
- ジャック・カゾット - ウェイバックマシン（2002年11月1日アーカイブ分）